# Brookesia nana
Brookesia nana — вид ящірок роду брукезія (Brookesia) родини хамелеонів (Chamaeleonidae). Описаний у 2021 році.

## Поширення
Ендемік Мадагаскару. Відомий лише у типовому місцезнаходженні. Відкритий герпетологом Франком Глау та іншими німецькими дослідниками в 2012 році у тропічному лісі на масиві Сората на півночі острова. Живе у лісовій підстилці.

## Опис
Найменший вид плазунів у світі. Дорослий самець має загальну довжину всього 22 мм, а самиця — 29 мм. Тіло має плямистий коричневий колір.